# Лионидас (Минесота)
Лионидас (енгл. Leonidas) град је у америчкој савезној држави Минесота.

## Демографија
По попису из 2010. године број становника је 52, што је 8 (-13,3%) становника мање него 2000. године.
| Група             | 2000.      | 2010.      |
| Белци             | 59 (98,3%) | 50 (96,2%) |
| Афроамериканци    | 0 (0,0%)   | 0 (0,0%)   |
| Азијати           | 0 (0,0%)   | 0 (0,0%)   |
| Хиспаноамериканци | 0 (0,0%)   | 0 (0,0%)   |
| Укупно            | 60         | 52         |